# 제이드 노스

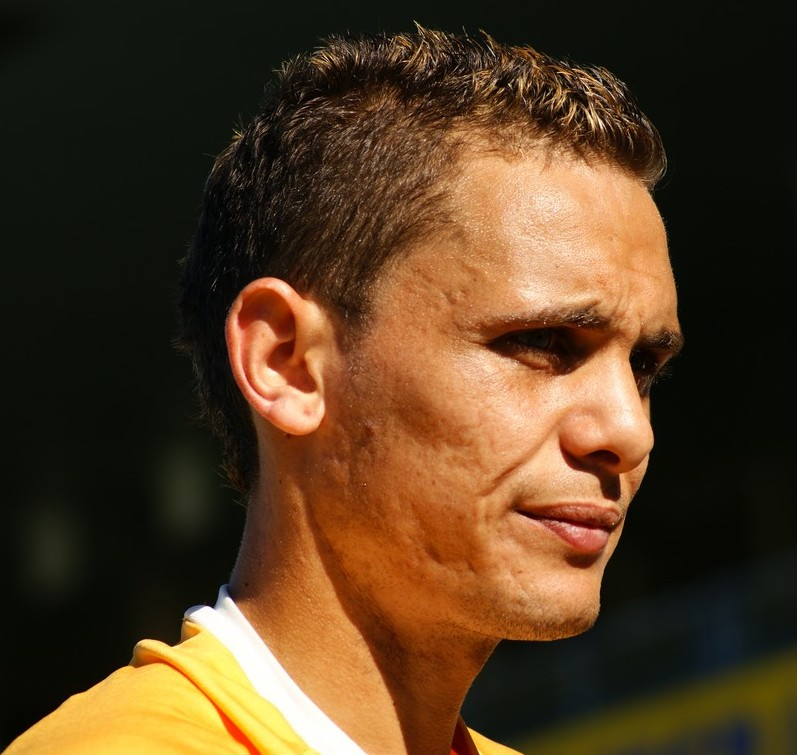
오스트레일리아 축구 국가대표팀에서의 제이드 노스

제이드 브런슨 노스(영어: Jade Bronson North, 1982년 1월 7일 ~ )는 오스트레일리아 타리 출신의 축구 선수이다. 현재 A리그 멘의 브리즈번 로어에서 수비수를 맡고 있다. 2009년 K리그의 인천 유나이티드에서 활약하였으며, K리그에서 활동할 당시에는 제이드라는 이름으로 활약하였다.

## 축구인 경력

### 클럽 경력
제이드 노스는 뉴질랜드에서 자랐으며, 11세에 가족과 함께 오스트레일리아의 브리즈번으로 건너와 15세에 캔버라에 있는 AIS에 다니게 되었다. 그 뒤
1998년 브리즈번 스트라이커스 FC에서 내셔널 사커 리그에서 가장 어린 선수중 한 명으로서 프로 생활을 시작하였고, 2001년 시드니 올림픽 FC로 이적하여 2003년까지 뛰었다. 2003년 퍼스 글로리 FC로 이적하여 활약하였으며, 2005년 뉴캐슬 유나이티드 제츠 FC로 팀을 옮겨 활약하였다. 그는 2007-08 시즌을 앞두고 은퇴한 폴 오콘을 대신하여 팀의 새로운 주장으로 활약하였다.
2008년 6월 오스트레일리아의 언론들은 제이드가 벨기에 주필러 리그의 클럽 브루게 KV 또는 아르메니아 프리미어리그의 FC 미카와 계약할 것이라고 보도하였으나, 단순한 소문이었던 것으로 밝혀졌다. 2008년 11월 3일 그는 2009-10 시즌에 A리그 멘에 새롭게 참가하는 노스퀸즐랜드 퓨어리 FC로 이적한다고 발표하였으나, 12월 12일 200만 달러에 K리그의 인천 유나이티드로 다시 이적하면서 '아시아쿼터제'를 활용하여 영입된 최초의 K리그 선수가 되었다.
그는 인천 유나이티드로 이적한 뒤 2009년 K리그 개막전인 부산 아이파크와의 경기에서 훌륭한 데뷔전을 치렀으나, 적응에 실패하며 정규리그에서 6경기 출장에 그쳤다. 그 해 8월 제이드는 국가대표팀으로의 재발탁에 대한 열망과 함께 팀을 떠나고 싶다는 의사를 나타내며 유럽 무대로의 이적설이 제기되기도 하였고, 결국 2010년 노르웨이 프리미어리그의 트롬쇠 IL로 이적하였다.
트롬쇠에서 4개월 간 활약한 후 웰링턴 피닉스로 복귀하며 고국으로 복귀하였다. 2011년 4월 J리그 FC 도쿄의 러브콜을 받고 일본 무대로 적을 옮겼으나 1시즌 간 4경기 출전에 그치는 부진한 모습을 보였다.
2012년 1월 콘사돌레 삿포로로 이적하였다.

### 국가대표 경력
1999년 FIFA U-17 세계 축구 선수권 대회에 발탁되어 전 경기 출전하여 팀의 준우승에 기여하였고, 2004년 하계 올림픽에서 U-23 대표로 소집되었다.
2002년 7월 6일 오클랜드에서 열린 바누아투와의 2002년 OFC 네이션스컵에서 오스트레일리아 국가대표팀에 데뷔하였으며, 조별 예선 마지막과의 경기인 피지와의 경기를 제외한 전 경기에 선발 출전하여 팀의 준우승에 기여하였다. 이후 2006년 FIFA 월드컵 오세아니아 지역 예선 겸 열린 2004년 OFC 네이션스컵에서 전 경기에 출전하였고, 팀의 우승 및 2006년 FIFA 월드컵 플레이오프 진출에 기여하였다.
이후 2008년 하계 올림픽에서 데이비드 카니, 아치 톰프슨과 함께 와일드카드로 선발되어 전 경기에 선발 출전하였으나, 팀은 8강 진출에 실패하였다.
그는 2008년 3월 22일 싱가포르에서 열린 싱가포르와의 친선경기에서 첫 애버리진 출신 국가대표팀 주장 역할을 맡기도 하였으며, 2009년 K리그의 인천 유나이티드로 이적한 이후에도 국가대표팀에 선발되어 2010년 FIFA 월드컵 예선과 각종 친선경기 등에 참가하였다.

## 플레이 스타일
180cm의 탄탄한 체격에 스피드와 투지가 뛰어나 지역 수비는 물론 대인마크가 좋고 가로채기에 능하다는 평을 받는다. 또 주 포지션인 중앙 수비수 외에 오른쪽 윙백도 소화 가능한 '유틸리티 수비수'인 점 또한 제이드의 장점 중 하나이다.

## 그 외
2010년 1월 7일 K리그의 인천 유나이티드에서 유럽 리그로 이적하기 위해 스웨덴에서 입단테스트를 받던 중 가진 현지 언론과의 인터뷰에서 K리그를 폄훼하는 발언을 하였고 이에 오스트레일리아 국가대표팀 감독인 핌 베어벡 또한 제이드의 결정에 동의하여, 축구팬들 사이에 논란을 일으키기도 하였다.

## 기록

### 클럽 경력 기록
마지막 업데이트: 2010년 1월 1일
| 시즌    | 팀                        | 리그           | 등급 | 경기 | 골 |
| ------- | ------------------------- | -------------- | ---- | ---- | -- |
| 1998-99 | 브리즈번 스트라이커스 FC  | 오스트레일리아 | 1    | 12   | 1  |
| 1999-00 | 브리즈번 스트라이커스 FC  | 오스트레일리아 | 1    | 20   | 2  |
| 2000-01 | 브리즈번 스트라이커스 FC  | 오스트레일리아 | 1    | 16   | 0  |
| 2001-02 | 시드니 올림픽 FC          | 오스트레일리아 | 1    | 27   | 3  |
| 2002-03 | 시드니 올림픽 FC          | 오스트레일리아 | 1    | 32   | 0  |
| 2003-04 | 퍼스 글로리 FC            | 오스트레일리아 | 1    | 22   | 0  |
| 2005-06 | 뉴캐슬 유나이티드 제츠 FC | 오스트레일리아 | 1    | 21   | 0  |
| 2006-07 | 뉴캐슬 유나이티드 제츠 FC | 오스트레일리아 | 1    | 16   | 1  |
| 2007-08 | 뉴캐슬 유나이티드 제츠 FC | 오스트레일리아 | 1    | 21   | 1  |
| 2008-09 | 뉴캐슬 유나이티드 제츠 FC | 오스트레일리아 | 1    | 16   | 1  |
| 2009    | 인천 유나이티드           | 대한민국       | 1    | 6    | 0  |
| 2009-10 | 트롬쇠 IL                 | 노르웨이       | 1    | 8    | 0  |
| 2010-11 | 웰링턴 피닉스 FC          | 오스트레일리아 | 1    | 19   | 0  |
| 2011    | FC 도쿄                   | 일본           | 2    | 4    | 0  |
| 2012    | 콘사도레 삿포로           | 일본           | 2    | 21   | 0  |
| 2012-13 | 브리즈번 로어             | 오스트레일리아 | 1    | 11   | 0  |
| 2013-14 | 브리즈번 로어             | 오스트레일리아 | 1    | 17   | 1  |

## 수상

### 클럽

#### 시드니 올림픽 FC
- 내셔널 사커 리그 우승 1회 : 2001-02 시즌
- 내셔널 사커 리그 준우승 1회 : 2002-03 시즌

#### 퍼스 글로리 FC
- 내셔널 사커 리그 우승 1회 : 2003-04 시즌

#### 뉴캐슬 유나이티드 제츠 FC
- A리그 멘 우승 1회 : 2007-08 시즌

#### 브리즈번 로어
- A리그 멘 우승 1회 : 2013-14 시즌

### 국가대표팀
- 2002년 OFC 네이션스컵 준우승
- 2004년 OFC 네이션스컵 우승